# MacSoft Games
MacSoft Games é uma publicadora e conversora de jogos para computador baseada em Plymouth, Minnesota, Estados Unidos especializada em converter jogos do Microsoft Windows para o Macintosh. Antigamente foi uma divisão de Macintosh da Infogrames.
Em 30 de janeiro de 2003, Destineer anunciou que havia adquirido a MacSoft da Infogrames.

## Títulos publicados
- Age of Empires
- Age of Empires II: Gold Edition
- Age of Empires III
- Age of Empires III: The WarChiefs
- Age of Empires III: The Asian Dynasties
- Age of Mythology
- Civilization II
- Duke Nukem 3D
- Fallout
- Halo: Combat Evolved
- Lode Runner 2
- Master of Orion II
- Max Payne
- Neverwinter Nights (incluindo Neverwinter Nights: Shadows of Undrentide e Neverwinter Nights: Hordes of the Underdark)
- Quake
- Railroad Tycoon
- Railroad Tycoon 3
- Rainbow Six
- Rise of Nations Gold Edition
- Tropico 2: Pirate Cove
- Unreal
- Unreal Tournament 2004
- Zoo Tycoon 2